# Malacosembia yungae
Malacosembia yungae är en insektsart som beskrevs av Ross 2001. Malacosembia yungae ingår i släktet Malacosembia och familjen Archembiidae. Inga underarter finns listade i Catalogue of Life.